# Jarema
Jarema – (‏יִרְמְיָהוּ‎ Yirməyāhū) – imię męskie pochodzenia biblijnego. Wywodzi się od słów hebrajskich Jirme-jahu oznaczających „Jahwe, podnieś z upadku”.
Oboczna forma imienia Jeremiasz.
Jarema imieniny obchodzi: 6 grudnia.
Znane osoby noszące to imię:
- Jarema Stępowski – polski aktor (ur. 1925, zm. 2001)
- Jarema Maciszewski – polski historyk (ur. 1930, zm. 2006)
- Jeremi Wiśniowiecki zwany Jaremą – kniaź na Wiśniowcu, Łubniach i Chorolu